# Свеце
Свеце (пол. Świecie), Швец (нем. Schwetz) — город в Польше, входит в Куявско-Поморское воеводство, Свецкий повят. Административный центр городско-сельской гмины Свеце. Занимает площадь 11,89 км². Население — 25 968 человек (на 2006 год).

## История
Один из старейших городов Польши. Первое упоминание под 1198 годом, в качестве столицы поморского княжества Гжимислава из династии Самборидов (Собеславичей). С появлением в Пруссии рыцарей Тевтонского ордена стал ключевым пунктом обороны от них Гданьского Поморья. Последним сдался ордену в 1309 году.
Тевтонский орден около 1335 года приступил к постройке кирпичного комтурского замка, исторически не связанного с поморским городом, и завершил её в районе 1350 года. Город же Швец получил кульмское городское право в 1338 году.
Рыцари Швеца не упоминаются в составе орденского войска при Грюнвальде и именно находящийся там комтур Генрих фон Плауэн возглавил оборону Мариенбурга. Во время Тринадцатилетней войны 1454—1466 годов несколько раз переходил из рук в руки, пока, по Торуньскому миру 1466 года, не был передан под власть Польши, оформленную в виде юридически нечеткой унии. Лишь по Люблинской унии 1569 года город перешел под прямое управление польской короны.
Благодаря речной торговле город разбогател, но во время шведского "потопа" 1655 года был полностью разрушен, и оправился лишь через несколько десятилетий.
По первому разделу Польши 1772 года перешел к Пруссии.
Город был подвержен сильным наводнениям, пока, после разрушительного наводнения 1858 года не был перенесен на новое, более высокое место.

## Достопримечательности
- Костёл Богоматери Ченстоховской и Святого Станислава (Старая Приходская Церковь) XV—XVII века — сочетает в себе целый ряд архитектурных стилей, от готики до барокко. Строительство началось около 1400 года и продолжалось в течение приблизительно 100 лет. Готический алтарь, центральная часть церкви несет в себе черты Возрождения, в то время как западная башня завершена необычными ренессансными аттиками. Внутреннее убранство, главным образом в стиле барокко, в настоящее время довольно скромное. Во время Второй мировой войны, при освобождении советской армией, церковь была сильно повреждена. Её реконструкция была начата только в 1983 году, завершена в 1988 году. В 1990 году создан приход.  Церковь была использована во время съемок некоторых сцен сериала "Четыре танкиста и собака".
- Бернардинский монастырь с костёлом Непорочного Зачатия XVII—XX веков. Один из самых ценных памятников города. Построенная в 1692—1720 маленькая церковь в стиле рококо, отделана в правление короля Станислава Августа. К монастырю ведет надвратная башня храма, построенного в 1800 году и сводчатыми монастырей. В церкви имеется образ Девы Марии, который предназначался для церкви в Гданьске, но, когда корабль причалил в Свеце и хотел продолжить своё путешествие, не смог отплыть из-за прилива. Это знамение сочли чудесным, и решили оставить образ в костеле Свеце. С этого времени город находится под защитой Девы Марии. Образ, который находится в церкви теперь, является копией — оригинал сгорел во время пожара. Монастырь закрыт в 1816 году.
- Костёл Святого Анджея Боболи 1892 — начало XX века — массивная неоготическая церковь, построенная первоначально для лютеран в 1891—1894 годах. В панораме города доминирует его двуглавая башня, высотой в 46 метров, самый высокий объект этого типа в Свеце. Церковь можно увидеть практически из любой точки в городе, и даже с некоторого расстояния за его пределами. Во внутреннем убранстве преобладает неоготика, а часть убранства переехала сюда из разрушенной церкви в старом городе.
- городские стены с 6 башнями и фрагментом Хелминских Врат 1375—1392 годы.
- руины орденского замка 2-я четверть XIV века, 2-я половина XV века. — готический, квадратный в плане, первоначально с четырьмя угловыми башнями, возможно, по образцу замков Рейна. Характерная падающая башня (отклонение полметра по вертикали) является самой высокой в своем роде в Польше.
- ратуша 1870—1879 годов — здание в северной части площади, построенное из светлого кирпича в викторианском стиле. Привлекает внимание большая башня с часами, возвышающаяся над площадью. Весь объект бланкован таким образом, что напоминает укрепленный замок.
- мельница с домом мельника 1860—1864 годов.
- здание городского уряда 1880—1885 годов.

## Известные уроженцы
- Лёрке, Оскар (1884—1941) — один из крупнейших немецкоязычных поэтов XX века, прозаик, литературный критик.
- Янке, Энтони (1879-1953) — американский спортивный гимнаст. Участник летних Олимпийских игр 1904 года.

## Галерея

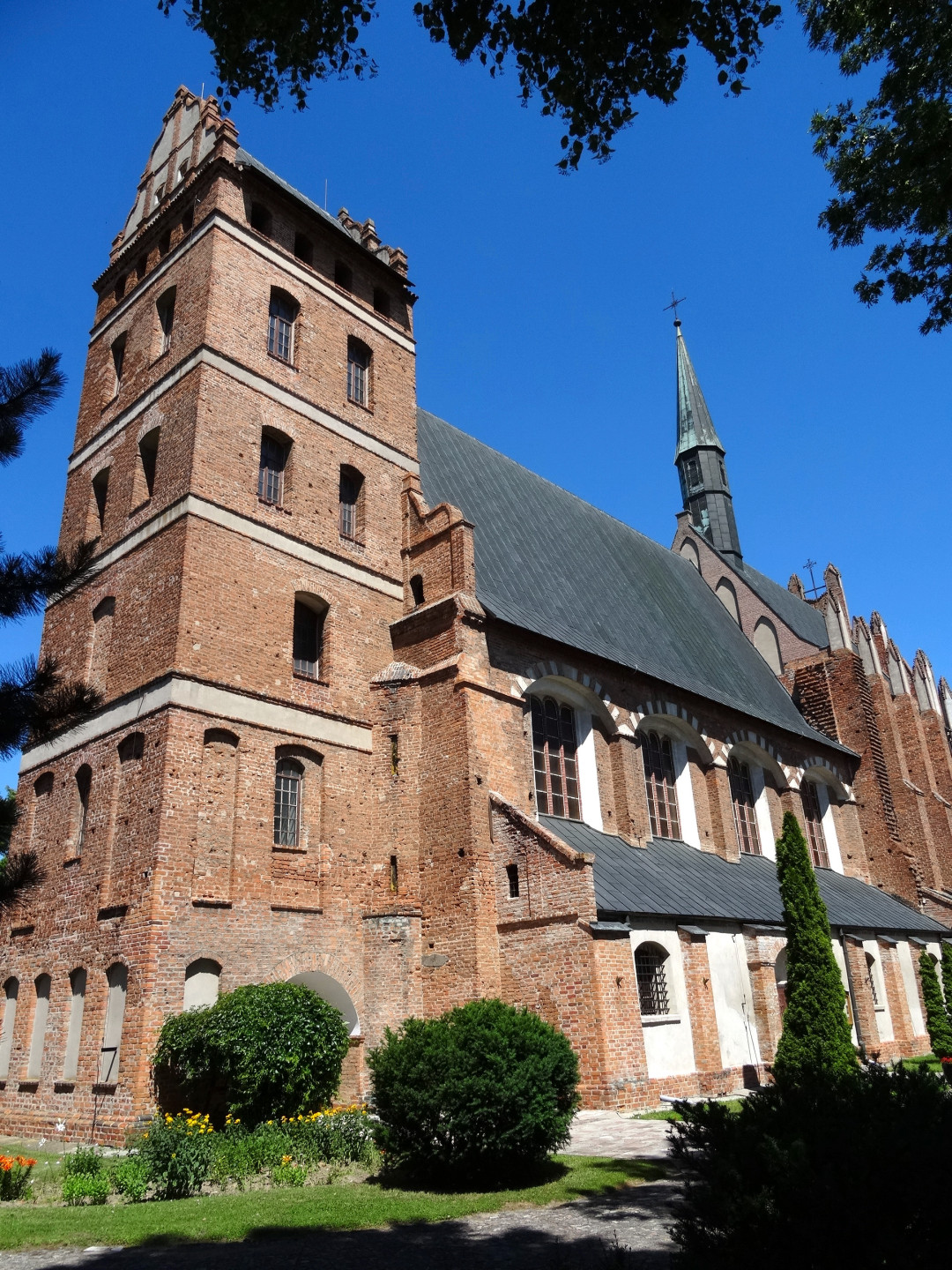
Костёл Богоматери Ченстоховской и Святого Станислава
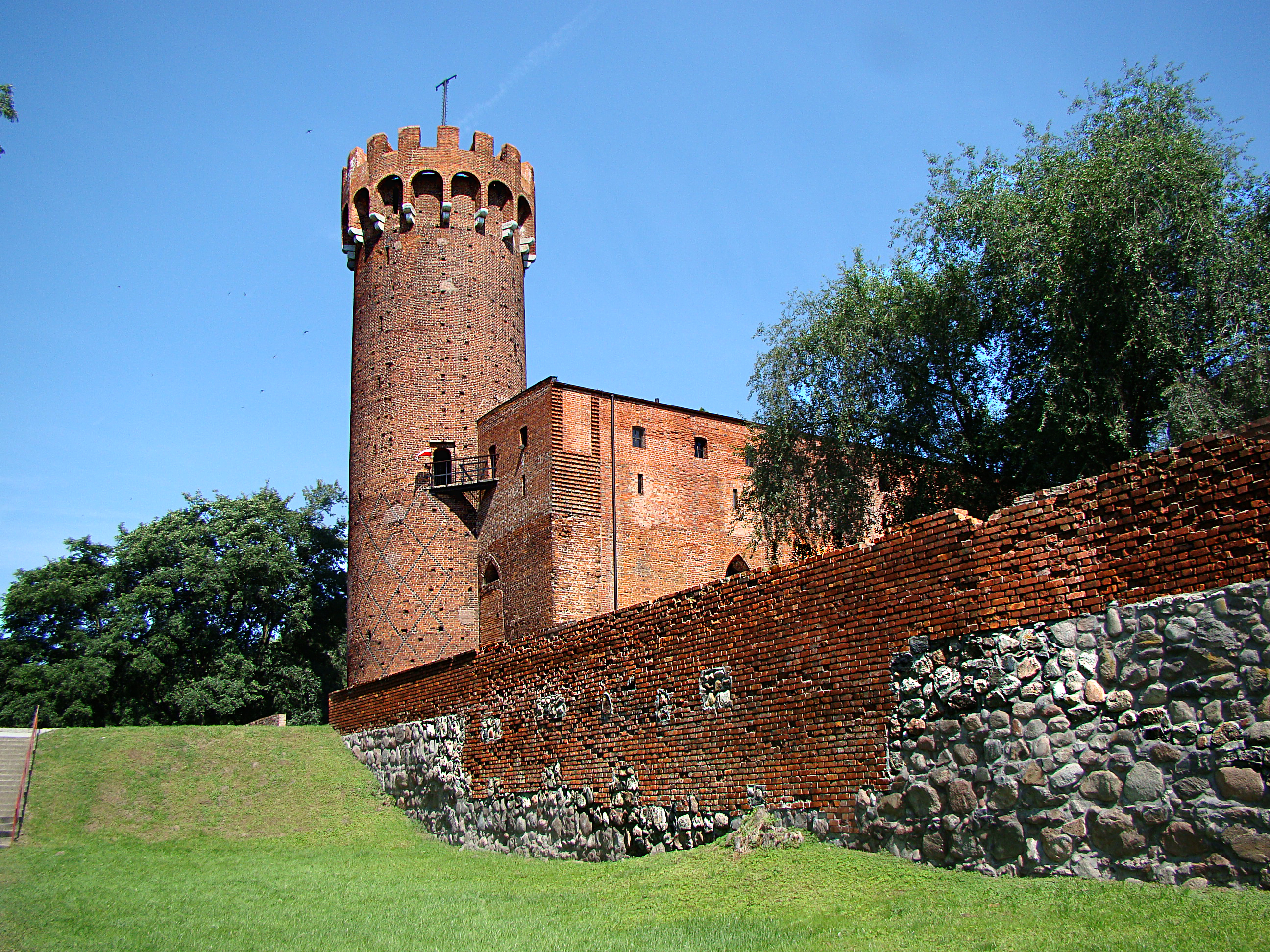
Комтурский[уточнить] замок Швец
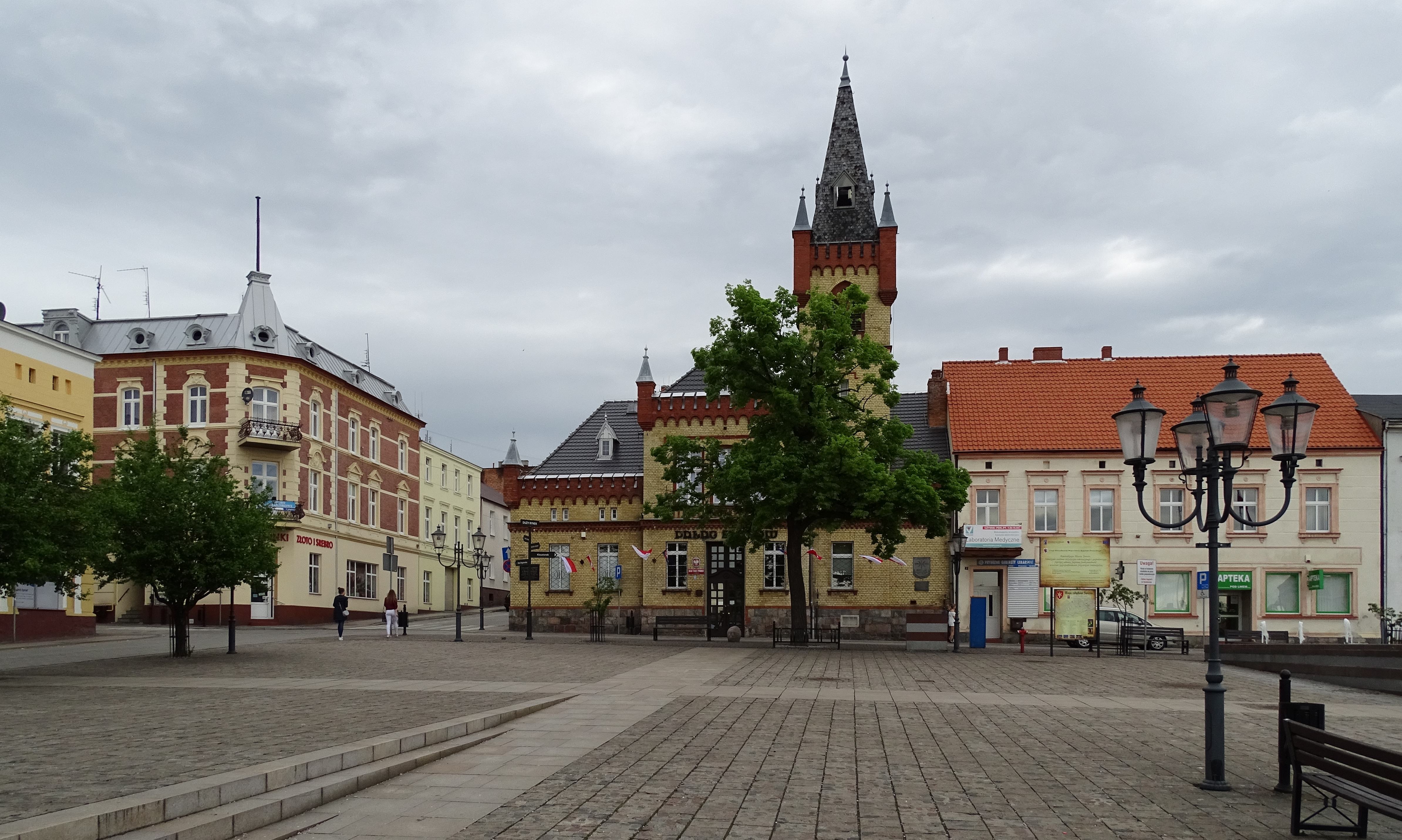
Рыночная площадь
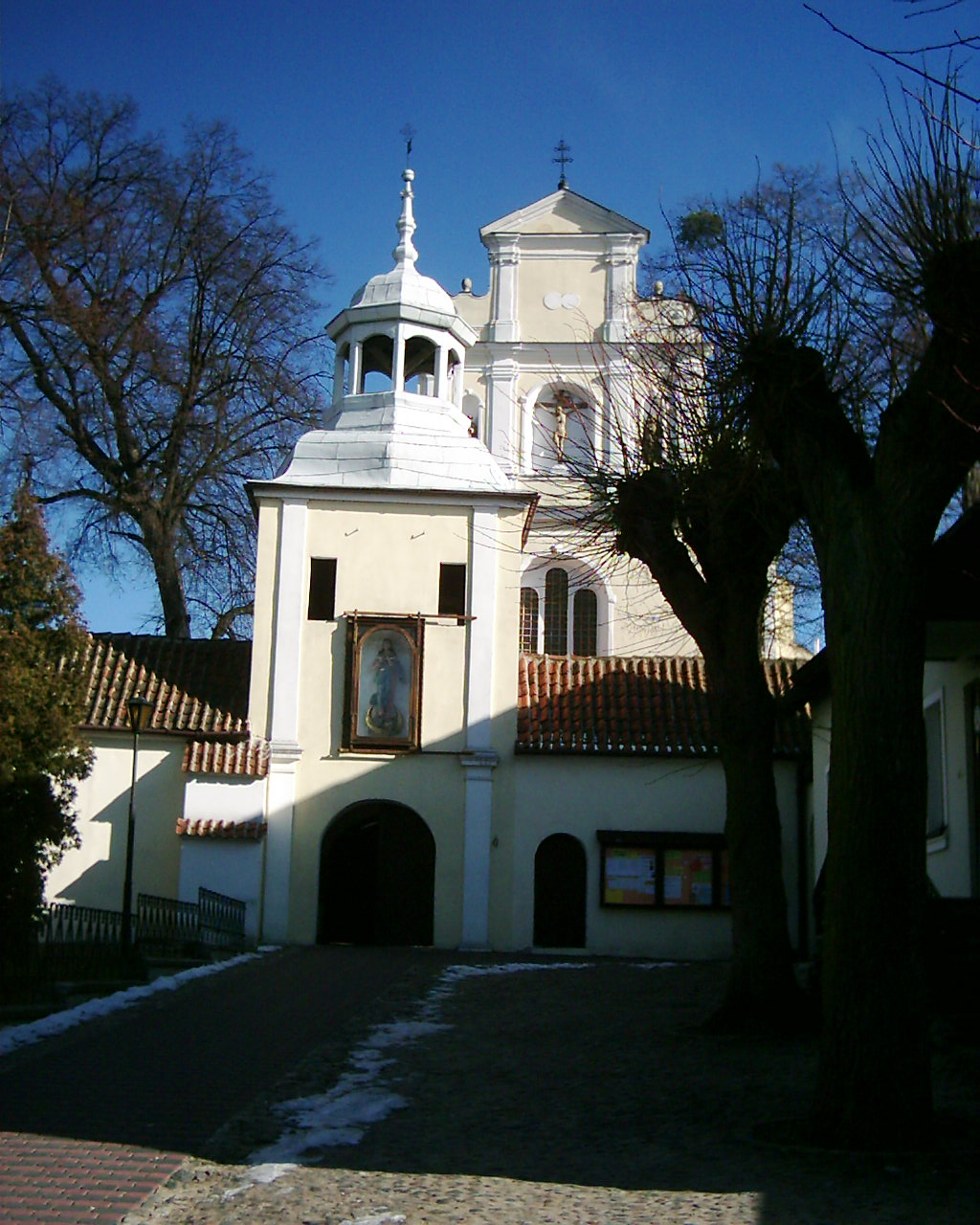
Бернардинский монастырь